# Seznam děl Leoše Janáčka

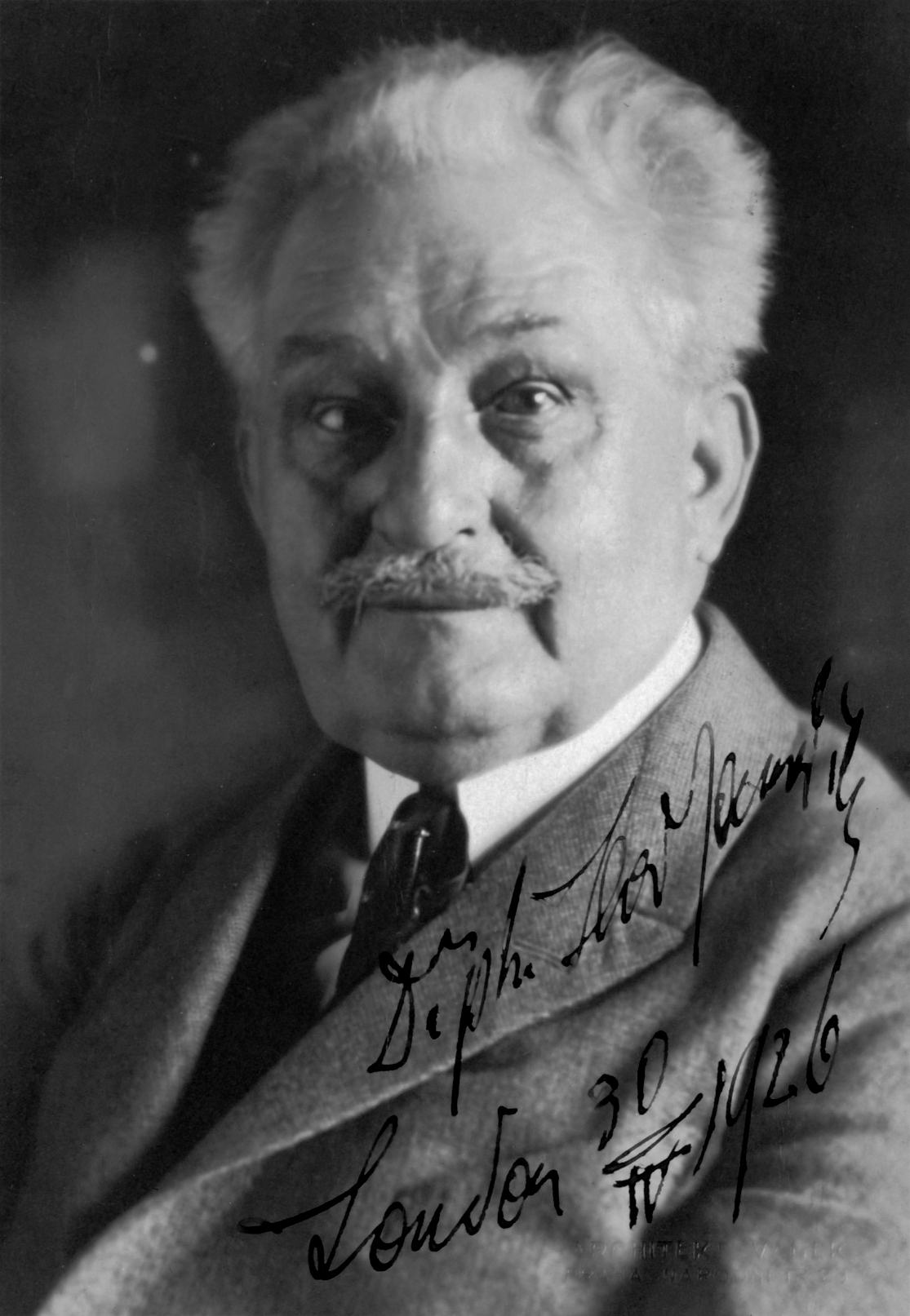
Leoš Janáček v roce 1926

Seznam hudebních děl Leoše Janáčka, zpracovaný podle katalogu Janáček's Works (JW).
Díla jsou rozdělena podle druhu:
- I. Hudebně dramatická díla
- II. Liturgické skladby
- III. Skladby pro sbor a orchestr
- IV. Sbory
- V. Písňová tvorba
- VI. Orchestrální díla
- VII. Komorní díla
- VIII. Skladby pro klávesové nástroje
- IX. Nedokončené skladby
- X. Ztracené skladby
- XI. Nerealizované skladby
- XII. Úpravy a transkripce
- XIII. Edice lidové hudby

## Tabulka děl
| číslo      | titul                                                                                      | podtitul | druh díla                      | rok vzniku               |
| ---------- | ------------------------------------------------------------------------------------------ | --- | ------------------------------ | ------------------------ |
| JW I/1     | Šárka                                                                                      | opera | Hudebně dramatická díla        | 1888                     |
| JW I/2     | Rákos Rákoczy                                                                              | obrázek z moravského Slovenska s původními zpěvy a tanci | Hudebně dramatická díla        | 1891                     |
| JW I/3     | Počátek románu                                                                             | opera | Hudebně dramatická díla        | 1891                     |
| JW I/4     | Její pastorkyňa                                                                            | opera | Hudebně dramatická díla        | 1903                     |
| JW I/5     | Osud                                                                                       | opera | Hudebně dramatická díla        | 1905                     |
| JW I/6     | Výlet pana Broučka do Měsíce                                                               | opera | Hudebně dramatická díla        | 1917                     |
| JW I/7     | Výlety páně Broučkovy                                                                      | opera | Hudebně dramatická díla        | 1918                     |
| JW I/8     | Káťa Kabanová                                                                              | opera | Hudebně dramatická díla        | 1921                     |
| JW I/9     | Příhody lišky Bystroušky                                                                   | opera | Hudebně dramatická díla        | 1923                     |
| JW I/10    | Věc Makropulos                                                                             | opera | Hudebně dramatická díla        | 1925                     |
| JW I/11    | Z mrtvého domu                                                                             | opera | Hudebně dramatická díla        | 1928                     |
| JW II/1    | Graduale "Speciosus forma"                                                                 | moteto pro smíšený sbor a varhany | Liturgické skladby             | 1874                     |
| JW II/2    | Introitus in festo Ss. Nominis Jesu                                                        | moteto pro smíšený sbor a varhany | Liturgické skladby             | 1875                     |
| JW II/3    | Exaudi Deus [1]                                                                            | moteto pro smíšený sbor a varhany | Liturgické skladby             | 1875                     |
| JW II/4    | Exaudi Deus [2]                                                                            | moteto pro smíšený sbor | Liturgické skladby             | 1875                     |
| JW II/5    | Benedictus                                                                                 | moteto pro smíšený sbor a varhany | Liturgické skladby             | 1875                     |
| JW II/6    | Communi                                                                                    | moteto pro smíšený sbor | Liturgické skladby             | 1875                     |
| JW II/7    | Regnum mundi                                                                               | moteto pro smíšený sbor | Liturgické skladby             | 1875?–78                 |
| JW II/8    | Exurge Domine                                                                              | moteto pro smíšený sbor | Liturgické skladby             | 1875?–79                 |
| JW II/9    | Graduale in festo purifacationis BVM "Suscepimus"                                          | moteto pro smíšený sbor | Liturgické skladby             | 1875?–79                 |
| JW II/10   | České církevní zpěvy z Lehnerova mešního kancionálu                                        | | Liturgické skladby             | 1881                     |
| JW II/11   | Svatý Václave                                                                              | varhanní doprovod k starému českému hymnu | Liturgické skladby             | 1902?                    |
| JW II/12   | Constitues                                                                                 | moteto pro mužský sbor a varhany | Liturgické skladby             | 1903?                    |
| JW II/13   | Veni Sancte Spiritus                                                                       | moteto pro mužský sbor | Liturgické skladby             | 1903?                    |
| JW II/14   | Zdrávas Maria                                                                              | první verze pro tenor, smíšený sbor, housle a varhany, druhá verze pro tenor nebo soprán, housle a klavír nebo varhany | Liturgické skladby             | 1904                     |
| JW III/1   | Naše píseň [1]                                                                             | pro smíšený sbor a orchestr na báseň Svatopluka Čecha | Skladby pro sbor a orchestr    | 1890                     |
| JW III/2   | Komáři se ženili                                                                           | úprava lidové písně pro smíšený sbor a orchestr | Skladby pro sbor a orchestr    | 1891                     |
| JW III/3   | Zelené sem sela                                                                            | úprava lidové písně pro smíšený sbor a orchestr | Skladby pro sbor a orchestr    | 1892, 1897?              |
| JW III/4   | Keď jsme šli na hody                                                                       | úprava lidové písně pro smíšený sbor a orchestr | Skladby pro sbor a orchestr    | 1893                     |
| JW III/5   | Hospodine!                                                                                 | první verze pro sóla, smíšený dvojsbor, žestě, harfu a varhany, druhá verze pro sóla, smíšený sbor, žestě, harfu a varhany | Skladby pro sbor a orchestr    | 1896                     |
| JW III/6   | Amarus                                                                                     | kantáta pro sóla, smíšený sbor a orchestr na báseň Jaroslava Vrchlického | Skladby pro sbor a orchestr    | 1897                     |
| JW III/7   | Na Soláni čarták                                                                           | kantáta pro tenor, mužský sbor a orchestr na báseň Maxmiliána Kurta | Skladby pro sbor a orchestr    | 1911                     |
| JW III/8   | Věčné evangelium                                                                           | legenda pro sóla, smíšený sbor a orchestr na báseň Jaroslava Vrchlického | Skladby pro sbor a orchestr    | 1913?–14                 |
| JW III/9   | Mša glagolskaja                                                                            | pro sóla, smíšený sbor, varhany a orchestr na staroslovanský text | Skladby pro sbor a orchestr    | 1926                     |
| JW IV/1    | Orání                                                                                      | pro mužský sbor na text lidové písně ze sbírky Františka Sušila | Sbory                          | 1873                     |
| JW IV/2    | Válečná [1]                                                                                | pro mužský sbor na text neznámého autora | Sbory                          | 1873?                    |
| JW IV/3    | Válečná [2]: K svěcení praporu                                                             | pro mužský sbor, trumpetu, tři trombóny a klavír na text neznámého autora | Sbory                          | 1873                     |
| JW IV/4    | Nestálost lásky                                                                            | pro mužský sbor na text lidové písně | Sbory                          | 1873                     |
| JW IV/5    | Divím se milému                                                                            | pro mužský sbor na text lidové písně | Sbory                          | 1873-1876                |
| JW IV/6    | Vínek stonulý                                                                              | pro mužský sbor na text lidové písně sbírky Františka Sušila | Sbory                          | 1873-1876                |
| JW IV/7    | Osamělá bez těchy [1]                                                                      | pro mužský sbor na text lidové písně z Kollárovy sbírky Národnije zpěvánky | Sbory                          | 1874                     |
| JW IV/8    | Láska opravdivá                                                                            | pro mužský sbor na text lidové písně z Kollárovy sbírky Národnije zpěvánky | Sbory                          | 1876                     |
| JW IV/9    | Osudu neujdeš                                                                              | pro mužský sbor na český překlad textu srbské lidové písně ze sbírky Zpěvy lidu srbského | Sbory                          | 1876?                    |
| JW IV/10   | Zpěvná dumka                                                                               | pro mužský sbor na text Františka Ladislava Čelakovského Zrušení slibu ze sbírky Ohlas písní českých | Sbory                          | 1876                     |
| JW IV/11   | Na košatej jedli dva holubi seďá                                                           | pro mužský sbor na text lidové písně ze sbírky Františka Sušila | Sbory                          | 1876?                    |
| JW IV/12   | Slavnostní sbor [k položení základního kamene Ústavu ku vzdělání učitelů]                  | pro mužské kvarteto a smíšený sbor na text Karla Kučery | Sbory                          | 1877                     |
| JW IV/13   | Slavnostní sbor ku svěcení nové budovy c. k. Slovanského ústavu ku vzdělání učitelů v Brně | pro baryton, mužský sbor a klavír na text Karla Kučery? | Sbory                          | 1878                     |
| JW IV/14   | Píseň v jeseni                                                                             | pro smíšený sbor na báseň Jaroslava Vrchlického | Sbory                          | 1880                     |
| JW IV/15   | Na prievoze                                                                                | pro mužský sbor na text slovenské lidové písně ze sbírky Jána Kadavého Slovenské spevy | Sbory                          | 1880?-1884               |
| JW IV/16   | Ave Maria                                                                                  | pro mužský sbor na část básně Georga Gordona Byrona Don Juan v překladu Josefa Durdíka | Sbory                          | 1883                     |
| JW IV/17   | Čtveřice mužských sborů                                                                    | 1. Vyhrůžka, 2. Ó, lásko, 3. Ach vojna, vojna, 4. Krásné oči tvé. Texty: 1. a 3. lidové písně ze sbírky Františka Sušila, 2. lidová píseň ze Vnorov, 4. na text Jaroslava Tichého | Sbory                          | 1885                     |
| JW IV/18   | Kačena divoká                                                                              | pro smíšený sbor na text lidové písně ze sbírky Františka Sušila | Sbory                          | 1885                     |
| JW IV/19   | 3 sbory mužské                                                                             | 1. Loučení, 2. Holubička, 3. Žárlivec. Texty: 1. a 2. básně Elišky Krásnohorské Na rozchodu a Holubička ze sbírky Letorosty, 3. text lidové písně ze sbírky Františka Sušila | Sbory                          | 1888                     |
| JW IV/20   | Královničky                                                                                | Staré národní tance obřadné se zpěvy. 1. Neseme, neseme májiček, 2. Vyletěl sokol, 3. Máme králku chromou, 4. Hejsa, hejsa, má králenko, hejsa, 5. Co to ten král za královnu dostal, 6. Cib, cib, cibulenka, 7. Šohajova mladá žena, 8. Pojedem do mlýna, 9. Naša královna, 10. Vrby se nám zelenají. Na texty lidových písní ze sbírky Františka Sušila a sbírky Královničky Františka X. Bakeše | Sbory                          | 1889?                    |
| JW IV/21   | Naše píseň [2]                                                                             | pro smíšený sbor na báseň Svatopluka Čecha Píseň | Sbory                          | 1890                     |
| JW IV/22   | Což ta naše bříza                                                                          | pro mužský sbor na báseň Elišky Krásnohorské ze sbírky Máje žití | Sbory                          | 1893                     |
| JW IV/23   | Už je slunko z téj hory ven                                                                | pro baryton, smíšený sbor a klavír na text lidové písně | Sbory                          | 1894                     |
| JW IV/24   | Odpočiň si ("Smuteční sbor")                                                               | pro mužský sbor na báseň Františka Sušila Zpěv u hrobu P. Ant. Bočka | Sbory                          | 1894                     |
| JW IV/25   | Slavnostní sbor [K svěcení praporu svatojosefské jednoty]                                  | pro mužský sbor na text Vladimíra Šťastného | Sbory                          | 1897                     |
| JW IV/26   | Osamělá bez těchy [2]                                                                      | pro mužský sbor na text lidové písně z Kollárovy sbírky Národnije zpěvánky | Sbory                          | 1898, rev. 1925          |
| JW IV/27   | Ukvalské písně                                                                             | úprava lidových písní, pro smíšený sbor na texty a nápěvy ukvalských lidových písní, 1. Ondraš, Ondraš!, 2. Ty ukvalsky kosteličku!, 3. Na tych fojtových lukach, 4. Ty ukvalsky kosteličku, hej!, 5. Pan Buh vam zaplať, 6. Fojtova Hanka | Sbory                          | 1899                     |
| JW IV/28   | Čtvero mužských sborů moravských                                                           | 1. Dež viš, 2. Komáři, 3. Klekánica, 4. Rozloučení. Texty: 1. a 3. ze sbírky Ondřeje Přikryla Hanácký pěsničky, 2. Bartoš-Janáček: Kytice z národních písní, 4. na text ze sbírky Františka Sušila | Sbory                          | 1900, 1906               |
| JW IV/29   | Otče náš                                                                                   | první verze 1901 pro tenor, smíšený sbor a klavír nebo harmonium; druhá verze 1906 pro tenor, smíšený sbor, harfu a varhany na text Otče náš z Matoušova evangelia | Sbory                          | 1901, rev. 1906          |
| JW IV/30   | Elegie na smrt dcery Olgy                                                                  | pro tenor, smíšený sbor a klavír na text Marie Nikolajevny Vevericy | Sbory                          | 1903                     |
| JW IV/31   | Vínek                                                                                      | pro mužský sbor na text lidové písně sebrané Antonínem Kustkou | Sbory                          | 1904-1906?               |
| JW IV/32   | Lidová nokturna                                                                            | Večerní zpěvy slovenského lidu z Rovného (26 lidových balad, část II), lidové písně upravené pro "lidový dvojhlas" a klavír, 1. Ej, žalo děvča, 2. Ej, bude zima, bude mráz, 3. Panská lúčka je zelená, 4. Jede furman dolinú, 5. Náš Janyčko malovaný, 6. Keď já pojdem na tu vojnu, milá má!, 7. Vysoko si, laštověnka, lietala, na texty a nápěvy lidových písní z Makova a Velké Rovné sesbíraných Leošem Janáčkem | Sbory                          | 1906                     |
| JW IV/33   | Kantor Halfar                                                                              | pro mužský sbor na stejnojmennou báseň Petra Bezruče ze sbírky Slezské písně | Sbory                          | 1906                     |
| JW IV/34   | Maryčka Magdónova [1]                                                                      | pro mužský sbor na stejnojmennou báseň Petra Bezruče ze sbírky Slezské písně | Sbory                          | 1906                     |
| JW IV/35   | Maryčka Magdónova [2]                                                                      | pro baryton a mužský sbor na stejnojmennou báseň Petra Bezruče ze sbírky Slezské písně | Sbory                          | 1907                     |
| JW IV/36   | 70 tisíc                                                                                   | pro tenor, mužské kvarteto a mužský sbor na stejnojmennou báseň Petra Bezruče ze sbírky Slezské písně, první verze 1909, druhá verze 1912 | Sbory                          | 1909, 1912               |
| JW IV/37   | Pět národních písní                                                                        | úprava lidových písní pro tenor, mužský sbor a klavír nebo harmonium, 1. Išly panny na jahody, 2. V tom velickém širém poli, 3. Proč, kalino, neprokvétáš?, 4. Putovali hudci, 5. A byl jeden zeman. | Sbory                          | 1912                     |
| JW IV/38   | Perina                                                                                     | pro mužský sbor na text a nápěv lidové písně ze sbírky Josefa Poláčka Slovácké pěsničky | Sbory                          | 1914?                    |
| JW IV/39   | Vlčí stopa                                                                                 | pro ženský sbor a klavír na stejnojmennou báseň Jaroslava Vrchlického ze sbírky Epické básně | Sbory                          | 1916                     |
| JW IV/40   | Hradčanské písničky                                                                        | pro soprán, smíšený sbor, flétnu a harfu, 1. Zlatá ulička, 2. Plačící fontána, 3. Belvedér na texty básní ze sbírky Hradčanské písničky F. S. Procházky | Sbory                          | 1916                     |
| JW IV/41   | Kašpar Rucký                                                                               | pro ženský sbor na báseň F. S. Procházky O Kašparovi Ruckém ze sbírky Hradčanské písničky | Sbory                          | 1916                     |
| JW IV/42   | Česká legie                                                                                | pro mužský sbor na nepodepsaný text uveřejněný v Národních listech (autorem byl Antonín Horák) | Sbory                          | 1918                     |
| JW IV/43   | Potulný šílenec                                                                            | pro baryton, soprán a mužský sbor na text stejnojmenné básně Rabindranata Thákura ze sbírky Zahradník | Sbory                          | 1922                     |
| JW IV/44   | Naše vlajka                                                                                | pro mužský sbor a dva soprány na báseň F. S. Procházky Vlajka ze sbírky Nové hradčanské písničky | Sbory                          | 1925-1926                |
| JW IV/45   | Sbor při kladení základního kamene Masarykovy univerzity Brno                              | pro mužský sbor na text Antonína Trýba | Sbory                          | 1928                     |
| JW V/1     | Když mě nechceš, což je víc?                                                               | píseň pro tenor a klavír na text Františka Ladislava Čelakovského z Popěvků z Ohlasů písní českých 1871?–72 | Písňová tvorba                 | 1875?                    |
| JW V/2     | Moravská lidová poezie v písních                                                           | úprava lidových písní pro hlas a klavír | Písňová tvorba                 | 1892–1901                |
| JW V/3     | Jarní píseň                                                                                | pro hlas a klavír na text Jaroslava Tichého | Písňová tvorba                 | 1897, 1898, rev. 1905    |
| JW V/4     | Ukvalská lidová poezie v písních                                                           | úprava lidových písní pro hlas a klavír | Písňová tvorba                 | 1898                     |
| JW V/5     | Návod pro vyučování zpěvu                                                                  | 104 příkladů včetně cvičení pro jeden nebo dva hlasy a klavírní doprovod | Písňová tvorba                 | 1899                     |
| JW V/6     | [Pět moravských tanců]                                                                     | úprava lidových písní pro hlas a klavír, 1. Starodávný lašský: Ten ukvalský kostelíček, 2. Tovačov, Tovačov, tovačovské zámek, 3. Pilařská: Na pile zme dořezale, 4. Vrtěná: Aj, ženy, 5. Krajcpolka: Bratr umřel, já sem zůstal na texty a nápěvy lidových písní | Písňová tvorba                 | 1908, 1912               |
| JW V/7     | [Čtyři balady]                                                                             | úprava lidových písní pro hlas a klavír, 1. Ballada, 2. Seděl vězeň, 3. Ballada, 4. Rodinu mám. Texty a nápěvy: č. 1 lidová píseň zapsaná Martinem Zemanem, č. 2 lidová píseň zapsaná Metodějem Duškem, č. 3 lidová píseň zapsaná Františkou Kyselkovou, č. 4 lidová píseň zapsaná Ludvíkem Kubou | Písňová tvorba                 | 1908-1912                |
| JW V/8     | Dvě balady                                                                                 | úprava lidových písní pro hlas a klavír, Ballada 1 Vandrovali hudci, Ballada 2 A byl jeden zeman. Texty a nápěvy: 1. lidová píseň z Vnorov sebraná Hynkem Bímem, 2. lidová píseň sebraná Metodějem Duškem | Písňová tvorba                 | 1908-1912                |
| JW V/9     | 6 národních písní, jež zpívala Gabel Eva                                                   | (26 balad lidových, část I), úprava lidových písní pro hlas a klavír, 1. Něumrem ja na zemi, 2. Šiel som cez mesto, 3. Štyri kosy, 4. Na Slatinských lúkách, 5. Široko, ďaleko, 6. Už tebe, Anička na texty a nápěvy lidových písní, jež zpívala Eva Gabel, sebrané Františkou Kyselkovou | Písňová tvorba                 | 1909                     |
| JW V/10    | Podme, milá, podme!                                                                        | úprava lidové písně pro hlas a klavír, text a nápěv lidová píseň neznámé provenience | Písňová tvorba                 | do 1911                  |
| JW V/11    | Písně detvanské, zbojnické balady                                                          | 26 balad lidových, část III), úprava lidových písní pro hlas a klavír, 1. Ej nebudu já dobrý, 2. Ej, sedeu sem ja sedeu, 3. Ej šetko luďia vravia, 4. Pod javorkom, pod zeleným, 5. Ide Kračuň, ide, 6. Byľa jedna sirá vdova, 7. Na horách, na doľách, 8. Šla milá na zdávání, texty a nápěvy: č. 1-5 slovenské lidové písně ze sbírky Detva Karola A. Medveckého, č. 6-8 lidové písně ze sbírky Kytice z národních písní Bartoše a Janáčka | Písňová tvorba                 | 1916                     |
| JW V/12    | Zápisník zmizelého                                                                         | písňový cyklus pro tenor, alt, tři ženské hlasy a klavír, 1. Potkal sem mladou cigánku, 2. Ta černá cigánka, 3. Svatojánské mušky tančia po hrázi, 4. Už mladé vlaštúvky v hnízdě vrnoží, 5. Těžko sa mi oře, vyspal sem sa malo, 6. Hajsi, vy siví volci, 7. Ztratil sem kolíček, 8. Nehleďte, volečci, 9. "Vitaj, Janičku", 10. Bože dálný, nesmrtelný, 11. Tahne vůňa k lesu, 12. Tmavá olšinka, 13. Klavírní mezihra, 14. Slnéčko sa zdvíhá, 15. Moji siví volci, 16. Co sem to udělal?, 17. Co komu súzeno, 18. Nedbám já včil o nic, 19. Letí straka, letí, 20. Mám já panenku, 21. Můj drahý tatíčku, 22. Sbohem, rodný kraju, na text Ozefa Kaldy | Písňová tvorba                 | 1917-1919, rev. 1920     |
| JW V/13    | Slezské písně (ze sbírky Heleny Salichové)                                                 | úprava lidových písní pro hlas a klavír, 1. A choť sem ja drobnušinka, drobna, 2. Dyž sem šel okolo vrat, 3. A choť sem ja děvucha chodobného otce, 4. To naše staveni z drobneho kameni, 5. Aj, co to tam šusti, 6. V kolaji voda, 7. Aj, co to je za slaviček, 8. Panimamo, švarnu ceru mate, 9. A dybysťe zapřihli štyradvacet koni, 10. V černym lese ptaček zpiva, na texty a nápěvy lidových písní ze sbírky Heleny Salichové publikované ve sbírce Slezské lidové písně svatební a jiné z Kyjovic a okolí | Písňová tvorba                 | 1918                     |
| JW V/14    | Ukolébavka                                                                                 | úprava pro hlas a klavír na text a nápěv písně Spi, mé milé poupě z Informatorium školy mateřské Jana Amose Komenského | Písňová tvorba                 | do 1920                  |
| JW V/15    | [Lidové písně upravené ve fejetonu "Starosta Smolík"]                                      | pro hlas a nespecifikovaný nástroj, [1.] Radujte se všichni, [2.] Sklenovské pomezí, [3.] Pojďte, pojďte, děvčátka na texty a nápěvy lidových písní sebraných Leošem Janáčkem | Písňová tvorba                 | do 1923                  |
| JW V/16    | Říkadla [1]                                                                                | osm písní pro jeden až tři mezzosoprány, klarinet a klavír na texty českých a moravských říkadel, 1. Leze krtek podle meze, 2. Karel do pekla zajel, 3. Franta rasů hrál na basudo 4. Dělám, dělám kázání, 5. Hó, hó, krávy dó, 6. Koza bílá hrušky sbírá, 7. Vašek, pašek, bubeník, 8. Frantíku, Frantíku | Písňová tvorba                 | 1925                     |
| JW V/17    | Říkadla [2]                                                                                | úvod a osmnáct písní pro devět hlasů a deset hudebních nástrojů na texty říkadel z Čech, Moravy a podkarpatské Rusi, 1. Úvod, 2. Řípa se vdávala, 3. Není lepší jako z jara, 4. Leze krtek podle meze, 5. Karel do pekla zajel, 6. Roztrhané kalhoty, 7. Franta rasů hrál na basu, 8. Náš pes, náš pes, 9. Dělám, dělám kázání, 10. Stará bába čarovala, 11. Hó, hó, krávy dó, 12. Moje žena malučičká, 13. Bába leze do bezu, 14. Koza bílá hrušky sbírá, 15. Němec brouk, hrnce tlouk, 16. Koza leží na seně, 17. Vašek, pašek, bubeník, 18. Frantíku, Frantíku, 19. Sedit medviď na kolodi                                                             | Písňová tvorba                 | 1926                     |
| JW VI/1    | Zvuky ku památce Förchgotta Tovačovského (II. oddíl)                                       | pro smyčce | Orchestrální díla              | 1875                     |
| JW VI/2    | Suita                                                                                      | pro smyčce, 1. Moderato, 2. Adagio, 3. Andante con moto, 4. Presto-Andante-Presto, 5. Adagio, 6. Andante | Orchestrální díla              | 1877                     |
| JW VI/3    | Idylla                                                                                     | pro smyčce, 1. Andante-Meno mosso-Da capo, 2. Allegro-Moderato-[Allegro], 3. Moderato-Con moto-[Moderato], 4. Allegro, 5. Adagio-Presto-Adagio, 6. Scherzo-[Trio-Tempo I], 7. Moderato | Orchestrální díla              | 1878                     |
| JW VI/4    | Valašské tance op. 2                                                                       | úprava lidových tanců pro orchestr, Čeladenský, Dymák, Kožich, Pilky, Požehnaný, Starodávný I, Starodávný II (a), Starodávný II (b), Troják lašský | Orchestrální díla              | 1889                     |
| JW VI/5    | [Adagio]                                                                                   | pro orchestr | Orchestrální díla              | 1890                     |
| JW VI/6    | [Suita] op. 3                                                                              | pro orchestr, 1. Con moto, 2. Adagio, 3. Allegretto, 4. Con moto | Orchestrální díla              | 1891                     |
| JW VI/7    | [Moravské tance]                                                                           | úprava lidových tanců pro orchestr, 1. Kožich, 2. Kalamajka, 3. Trojky, 4. Silnice, 5. Rožek | Orchestrální díla              | 1889, 1891               |
| JW VI/8    | [Hanácké tance]                                                                            | úprava lidových tanců pro orchestr, číslo 4 pro mužský sbor a orchestr, 1. Kalamajka, 2. Trojky, 3. Silnice, 4. Troják | Orchestrální díla              | 1891–92                  |
| JW VI/9    | České tance                                                                                | 1. Suita, úprava lidových tanců pro orchestr, číslo 3 pro mužský sbor a orchestr, 1. Dymák, 2. Požehnaný, 3. Keď sme šli na hody, 4. Křížový, 5. Čeladenský | Orchestrální díla              | 1893                     |
| JW VI/10   | Žárlivost (Úvod k Její pastorkyni)                                                         | pro orchestr podle moravské lidové písně Žárlivec | Orchestrální díla              | 1895                     |
| JW VI/11   | Požehnaný                                                                                  | úprava lidového tance pro orchestr | Orchestrální díla              | 1899                     |
| JW VI/12   | Kozáček                                                                                    | úprava ruské lidové písně pro orchestr | Orchestrální díla              | 1899                     |
| JW VI/13   | Srbské kolo                                                                                | úprava srbského lidového tance pro orchestr | Orchestrální díla              | 1900                     |
| JW VI/14   | Šumařovo dítě                                                                              | balada pro orchestr na báseň Svatopluka Čecha | Orchestrální díla              | 1913                     |
| JW VI/15   | Taras Bulba                                                                                | rapsodie pro orchestr podle románu Nikolaje Vasiljeviče Gogola, 1. Smrt Andrijova, 2. Smrt Ostapova, 3. Proroctví a smrt Tarase Bulby | Orchestrální díla              | 1915, rev. 1918          |
| JW VI/16   | Balada blanická                                                                            | pro orchestr na báseň Jaroslava Vrchlického | Orchestrální díla              | 1919?                    |
| JW VI/17   | Lašské tance                                                                               | úprava lidových tanců pro orchestr, 1. Starodávný I, 2. Požehnaný, 3. Dymák, 4. Starodávný II, 5. Čeladenský, 6. Pilky. Dokončeno 1924 | Orchestrální díla              | 1924                     |
| JW VI/18   | Sinfonietta                                                                                | pro orchestr, 1. Allegretto, 2. Andante, 3. Moderato, 4. Allegretto, 5. Allegro | Orchestrální díla              | 1926                     |
| JW VII/1   | Znělka [1]                                                                                 | pro čtyři housle | komorní díla                   | 1875                     |
| JW VII/2   | Znělka [2]                                                                                 | pro čtyři housle | komorní díla                   | 1875                     |
| JW VII/3   | Romance                                                                                    | pro housle a klavír | komorní díla                   | 1879                     |
| JW VII/4   | Dumka                                                                                      | pro housle a klavír | komorní díla                   | 1879?–1880               |
| JW VII/5   | Pohádka                                                                                    | pro violoncello a klavír na báseň Vasilije Andrejeviče Žukovského, 1. Con moto, 2. Con moto, 3. Allegro, 4. [Adagio] | komorní díla                   | 1910, 1912, 1923         |
| JW VII/6   | Presto                                                                                     | pro violoncello a klavír | komorní díla                   | 1910?, 1924?             |
| JW VII/7   | Sonáta                                                                                     | pro housle a klavír | komorní díla                   | 1914–15, rev. 1916, 1920 |
| JW VII/8   | Kvartet z podnětu L. N. Tolstého "Kreutzerovy sonáty"                                      | pro smyčcový kvartet, 1. Adagio, 2. Con moto, 3. Con moto, 4. Con moto | komorní díla                   | 1923                     |
| JW VII/9   | Pochod modráčků                                                                            | pro pikolu a klavír | komorní díla                   | 1924                     |
| JW VII/10  | Mládí                                                                                      | suita pro dechový sextet, 1. Andante, 2. Moderato, 3. Allegro, 4. Con moto | komorní díla                   | 1924                     |
| JW VII/11  | Concertino                                                                                 | pro klavír, dvoje housle, violu, klarinet, lesní roh a fagot, 1. Moderato, 2. Piú mosso, 3. Con moto, 4. Allegro | komorní díla                   | 1925                     |
| JW VII/12  | Capriccio                                                                                  | pro klavír levou rukou, flétnu/pikolu, dvě trubky, tři pozouny a tenorovou tubu, 1. Allegro, 2. Adagio, 3. Allegretto, 4. Andante | komorní díla                   | 1926                     |
| JW VII/13  | Kvartet pro dvoje housle, violu a violoncello "Listy důvěrné"                              | 1. Andante, 2. Adagio, 3. Moderato, 4. Allegro | komorní díla                   | 1928                     |
| JW VIII/1  | [Zápisky z harmonie a kontrapunktu]                                                        | pro klavír, zapsané v pražské varhanické škole | Skladby pro klávesové nástroje | 1875                     |
| JW VIII/2  | Předehra                                                                                   | pro varhany | Skladby pro klávesové nástroje | 1875                     |
| JW VIII/3  | Varyto                                                                                     | pro varhany | Skladby pro klávesové nástroje | 1875                     |
| JW VIII/4  | Chorální fantazie                                                                          | pro varhany | Skladby pro klávesové nástroje | 1875                     |
| JW VIII/5  | [Zápisky z forem]                                                                          | pro klavír, zapsané v pražské varhanické škole | Skladby pro klávesové nástroje | 1877                     |
| JW VIII/6  | Thema con variazioni                                                                       | pro klavír, Thema Andante var. 1 Andante, var. 2 Allegro, var. 3 Con moto, var. 4 Con moto, var. 5 Meno mosso, var. 6 Adagio, var. 7 [Adagio-Tempo I] | Skladby pro klávesové nástroje | 1880                     |
| JW VIII/7  | Skladby pro varhany č. 1 a 2                                                               | 1. Adagio, 2. Adagio | Skladby pro klávesové nástroje | 1884                     |
| JW VIII/8  | Dymák                                                                                      | úprava lidového tance pro klavír | Skladby pro klávesové nástroje | po roce 1875             |
| JW VIII/9  | Na památku                                                                                 | pro klavír | Skladby pro klávesové nástroje | 1887?                    |
| JW VIII/10 | Národní tance na Moravě                                                                    | úprava lidových tanců pro klavír (dvojruční a čtyřruční), cimbál, některé s texty, Sv. 1: 1. Troják, 2. Silnice, 3. Tetka, 4. Kukačka, 5. Trojky, 6. Starodávný. Sv. 2: 7. Kalamajka, 8. Sivá holubička, 9. Sekerečka, 10. Rožek, 11. Konopie, 12. Čeladenský. Sv. 3: 13. Kožušek, 14. Korčanský troják, 15. Kyjový, 16. Valaška, 17. Sedlácká, 18. Dokola, 19. Troják lašský, 20. Požehnaný, 21. Kolo | Skladby pro klávesové nástroje | 1888–1889                |
| JW VIII/11 | Srňátko                                                                                    | úprava lidového tance pro klavír | Skladby pro klávesové nástroje | po 1888                  |
| JW VIII/12 | Ej, danaj!                                                                                 | úprava lidového tance pro klavír | Skladby pro klávesové nástroje | 1892                     |
| JW VIII/13 | Hudba ke kroužení kužely                                                                   | pro klavír, 1. Rázně, 2. [bez označení], 3. Mírně, 4. [bez označení], 5. [bez označení] | Skladby pro klávesové nástroje | 1893                     |
| JW VIII/14 | Řezníček                                                                                   | úprava lidového tance pro klavír | Skladby pro klávesové nástroje | 1893?                    |
| JW VIII/15 | Zezulenka                                                                                  | úprava lidového tance pro klavír | Skladby pro klávesové nástroje | 1893                     |
| JW VIII/16 | Úvod k Její pastorkyni (Žárlivost)                                                         | pro klavír na čtyři ruce | Skladby pro klávesové nástroje | 1894                     |
| JW VIII/17 | Po zarostlém chodníčku, drobné skladby pro klavír                                          | Řada 1: 1. Naše večery, 2. Lístek odvanutý, 3. Pojďte s námi!, 4. Frýdecká panna Maria, 5. Štěbetaly jak laštovičky, 6. Nelze domluvit!, 7. Dobrou noc!, 8. Tak neskonale úzko, 9. V pláči, 10. Sýček neodletěl!, Řada 2 (podle vydání Hudební matice UB 1942): 1. (11) Andante, 2. (12) Allegretto, 3. (13) Piú mosso, 4. (14) Allegro, 5. (15) Vivo | Skladby pro klávesové nástroje | 1900, 1908, 1911         |
| JW VIII/18 | Moravské tance                                                                             | úprava lidových tanců pro klavír, 1. Čeladenský, 2. Pilky | Skladby pro klávesové nástroje | do roku 1904             |
| JW VIII/19 | 1. X. 1905 (Z ulice dne 1. října 1905)                                                     | pro klavír, 1. Předtucha, 2. Smrt, [3. Smuteční pochod - Janáčkem zničená část] | Skladby pro klávesové nástroje | 1905–1906                |
| JW VIII/20 | Narodil se Kristus Pán                                                                     | česká vánoční koleda pro klavír s podloženým textem | Skladby pro klávesové nástroje | 1909                     |
| JW VIII/21 | [Moderato]                                                                                 | pro klavír | Skladby pro klávesové nástroje | do 1911                  |
| JW VIII/22 | V mlhách                                                                                   | pro klavír, 1. Andante, 2. Molto adagio, 3. Andantino, 4. Presto | Skladby pro klávesové nástroje | 1912                     |
| JW VIII/23 | [Moravské lidové písně]                                                                    | úprava lidových písní pro klavír s podloženým textem, 1. Ty hodiny vivanské, 2. Ked si já zazpívám, 3. Ach, ty Jurko, Jurenko, 4. Mariš, moja Mariš, 5. Už sa mě můj milý pryč ubírá, 6. Plelo, dívča, plelo len, 7. Slubovals mi, že mě vezmeš, 8. Čí to pochole v noci chodí, 9. Čí je to děvče na tom vršku, 10. Dyž já budu ležat v černém lesi, 11. Bězí voda, bězí, 12. Hradčanské hodiny z temna bijou, 13. Na černej hoře sedláček oře, 14. Na Javorině, 15. V tem hrušeckém čirém poli | Skladby pro klávesové nástroje | 1922                     |
| JW VIII/24 | Ej, dudy, dudy                                                                             | úprava lidové písně s podloženým textem, text a nápěv ze sbírky Jana Kollára Národnié zpievanky | Skladby pro klávesové nástroje | do 1922                  |
| JW VIII/25 | Budem tady stat                                                                            | úprava lidové písně s podloženým textem | Skladby pro klávesové nástroje | 1922                     |
| JW VIII/26 | [Con moto]                                                                                 | pro klavír | Skladby pro klávesové nástroje | 1923                     |
| JW VIII/27 | [bez názvu]                                                                                | pro klavír | Skladby pro klávesové nástroje | 1924                     |
| JW VIII/28 | Bratřím Mrštíkům                                                                           | pro klavír, nepublikováno | Skladby pro klávesové nástroje | 1925                     |
| JW VIII/29 | [bez názvu]                                                                                | pro klavír | Skladby pro klávesové nástroje | 1926?                    |
| JW VIII/30 | Na starém hradě Hukvaldském                                                                | úprava lidového tance pro klavír | Skladby pro klávesové nástroje | 1926                     |
| JW VIII/31 | [Andante]                                                                                  | pro klavír | Skladby pro klávesové nástroje | 1927                     |
| JW VIII/32 | Vzpomínka                                                                                  | pro klavír | Skladby pro klávesové nástroje | 1928                     |
| JW VIII/33 | [Skladbičky z památníku pro Kamilu Stösslovou]                                             | pro klavír nebo harmonium, [1.] Naše děti, [2.] Dolce, [3. bez názvu], [4.] Ať mám Tě, [5.] Aby už se nemohlo jíti nikdy zpět (Andante), [6.] Dolcissimo, [7. bez názvu], [8.] Dolce, [9. bez názvu], [10.] vášnivě, [11.] Ty vlnky mé zlaté Kamily, [12.] Čekám Tě, [13.] Zlatý kroužek | Skladby pro klávesové nástroje | 1927-1928                |
| JW IX/1    | Rondo                                                                                      | pro klavír | Nedokončené skladby            | 1877                     |
| JW IX/2    | V Oettingenách IV VIII 1878                                                                | pro varhany | Nedokončené skladby            | 1878                     |
| JW IX/3    | Paní mincmistrová                                                                          | komická opera o jednom jednání na hru Ladislava Stroupežnického | Nedokončené skladby            | 1906-07                  |
| JW IX/4    | Anna Karenina                                                                              | opera o třech jednáních podle románu Lva Nikolajeviče Tolstého | Nedokončené skladby            | 1907                     |
| JW IX/5    | Mše Es dur                                                                                 | pro sóla, smíšený sbor a varhany, 1. Kyrie, 2. Credo [nedokončeno], 3. Agnus Dei | Nedokončené skladby            | 1908                     |
| JW IX/6    | Živá mrtvola                                                                               | opera na Tolstého drama | Nedokončené skladby            | 1916                     |
| JW IX/7    | Dunaj                                                                                      | symfonie pro orchestr, 1. Andante, 2. [bez označení], 3. Allegro, 4. [bez označení] | Nedokončené skladby            | 1923–25                  |
| JW IX/8    | [Sanssouci (Teskně)]                                                                       | pro flétnu a spinet | Nedokončené skladby            | 1924                     |
| JW IX/9    | [Allegro]                                                                                  | pro pikolu, zvonkohru a bubínek | Nedokončené skladby            | 1924                     |
| JW IX/10   | Houslový koncert "Putování dušičky"                                                        | pro sólové housle a orchestr | Nedokončené skladby            | 1926                     |
| JW IX/11   | Schluck und Jau                                                                            | scénická hudba ke hře Gerharta Hauptmanna, 1. Andante, 2. Allegretto, [3. Adagio, nedokončené] | Nedokončené skladby            | datum kompozice neznámo  |
| JW IX/12   | Pensistům učitelům po 50. letech maturit                                                   | pro mužský sbor | Nedokončené skladby            | 1928                     |
| JW IX/13   | [fragment, bez názvu]                                                                      | pro klavír | Nedokončené skladby            | datum kompozice neznámo  |
| JW X/1     | Mše                                                                                        | | Ztracené skladby               | 1872-75                  |
| JW X/2     | Ženich vnucený                                                                             | pro mužský sbor | Ztracené skladby               | 1873                     |
| JW X/3     | Smrt                                                                                       | melodram pro recitátora a orchestr podle Michala Lermontova | Ztracené skladby               | 1876                     |
| JW X/4     | Dumka                                                                                      | pro klavír | Ztracené skladby               | 1879                     |
| JW X/5     | Klaviersonate Es dur                                                                       | pro klavír | Ztracené skladby               | 1879                     |
| JW X/6     | Fugen                                                                                      | pro klávesový nástroj | Ztracené skladby               | 1879-1880                |
| JW X/7     | Die Abendschatten                                                                          | písňový cyklus pro zpěv a klavír | Ztracené skladby               | 1879                     |
| JW X/8     | Romanzen                                                                                   | pro housle a klavír | Ztracené skladby               | 1879                     |
| JW X/9     | [píseň pro Grilla]                                                                         | pro zpěv a klavír | Ztracené skladby               | 1879                     |
| JW X/10    | Sanctus                                                                                    | včetně fugy | Ztracené skladby               | 1879                     |
| JW X/11    | Zdenči-menuetto                                                                            | pro klavír | Ztracené skladby               | 1880                     |
| JW X/12    | Violinsonate [č.1]                                                                         | pro housle a klavír | Ztracené skladby               | 1880                     |
| JW X/13    | Scherzo [ze symfonie]                                                                      | | Ztracené skladby               | 1880                     |
| JW X/14    | Rondos                                                                                     | pro klavír | Ztracené skladby               | 1880                     |
| JW X/15    | [skladba v sonátové formě]                                                                 | pro klavír | Ztracené skladby               | 1880                     |
| JW X/16    | Violinsonate [č. 2]                                                                        | pro housle a klavír | Ztracené skladby               | 1880                     |
| JW X/17    | Frühlingslieder                                                                            | pro vysoký hlas a klavír | Ztracené skladby               | 1880                     |
| JW X/18    | Streichquartett                                                                            | pro smyčcové kvarteto | Ztracené skladby               | 1880                     |
| JW X/19    | Menuetto a Scherzo                                                                         | pro klarinet a klavír | Ztracené skladby               | 1881                     |
| JW X/20    | Valašské tance                                                                             | "idylický obraz v jednom jednání" | Ztracené skladby               | 1889                     |
| JW X/21    | [skladba z cyklu Po zarostlém chodníčku]                                                   | pro klavír | Ztracené skladby               | 1908                     |
| JW X/22    | Klavírní trio                                                                              | pro housle, violoncello a klavír podle novely Kreutzerova sonáta Lva Nikolajeviče Tolstého | Ztracené skladby               | 1908                     |
| JW X/23    | Komár                                                                                      | pro housle a klavír | Ztracené skladby               | 1922?-1928               |
| JW XI/1    | Poslední Abencérage                                                                        | opera o třech jednáních na Chateaubriandovu povídku Les Abentures du dernier des Abencérage | Nerealizované skladby          | 1884–85                  |
| JW XI/2    | Pod Radhošťem                                                                              | balet na báseň Vítězslava Hálka Děvče z Tater | Nerealizované skladby          | 1888-89                  |
| JW XI/3    | Sonáta pro varhany                                                                         | | Nerealizované skladby          | 1895–96                  |
| JW XI/4    | Písně otroka                                                                               | kantáta na báseň Svatopluka Čecha | Nerealizované skladby          | 1895                     |
| JW XI/5    | Život                                                                                      | blíže nespecifikovaná skladba | Nerealizované skladby          | 1901?                    |
| JW XI/6    | Andělská sonáta                                                                            | opera o čtyřech jednáních podle románu Josefa Merhauta | Nerealizované skladby          | 1903                     |
| JW XI/7    | Maryša                                                                                     | opera podle dramatu bří Mrštíků | Nerealizované skladby          | 1904                     |
| JW XI/8    | Gazdina roba                                                                               | opera podle dramatu Gabriely Preissové | Nerealizované skladby          | 1904                     |
| JW XI/9    | Dítě                                                                                       | opera na hru Františka Xavera Šaldy | Nerealizované skladby          | 1923                     |
| JW XII/1   | Joseph Haydn: Gott erhalte den Kaiser                                                      | úprava pro zpěv a varhany | Úpravy a transkripce           | 1872?-03                 |
| JW XII/2   | Antonín Dvořák, 6 moravských dvojzpěvů                                                     | úprava pro smíšený sbor a klavír | Úpravy a transkripce           | 1877, 1884               |
| JW XII/3   | Edvard Grieg: Landkjending, op.31                                                          | transkripce pro baryton, mužský sbor, kalvír nebo harmonium | Úpravy a transkripce           | 1901                     |
| JW XII/4   | Mše dle Lisztovy Messe pour orgue                                                          | úprava pro smíšený sbor a varhany | Úpravy a transkripce           | 1901                     |
| JW XII/5   | Církevní zpěvy české vícehlasé z příborského kancionálu                                    | transkripce vánočních a velikonočních hymnů pro smíšený sbor | Úpravy a transkripce           | 1904                     |
| JW XIII/1  | Kytice z národních písní moravských                                                        | 174 písní uspořádaných Františkem Bartošem a Leošem Janáčkem | Edice lidové hudby             | 1890                     |
| JW XIII/2  | Kytice z národních písní moravských, slovenských a českých                                 | 195 písní uspořádaných Františkem Bartošem a Leošem Janáčkem | Edice lidové hudby             | 1901                     |
| JW XIII/3  | Národní písně moravské v nově nasbírané                                                    | 2057 písní a tanců uspořádaných Františkem Bartošem a Leošem Janáčkem, | Edice lidové hudby             | 1901                     |
| JW XIII/4  | Z nové sbírky národních písní moravských                                                   | 25 písní a tanců uspořádaných Leošem Janáčkem a Pavlem Vášou, | Edice lidové hudby             | 1911, 1912               |
| JW XIII/5  | Moravské písně milostné 1                                                                  | 150 písní uspořádaných Leošem Janáčkem a Pavlem Vášou, | Edice lidové hudby             | 1930–36                  |